# Bloqueio regional
Bloqueio regional é uma prática de programação, códigos, chip ou barreira física usada para prevenir a jogatina de mídias designadas para um dispositivo de um país que são tentadas na mesma versão do mesmo dispositivo de um outro país.

## Jogos eletrônicos

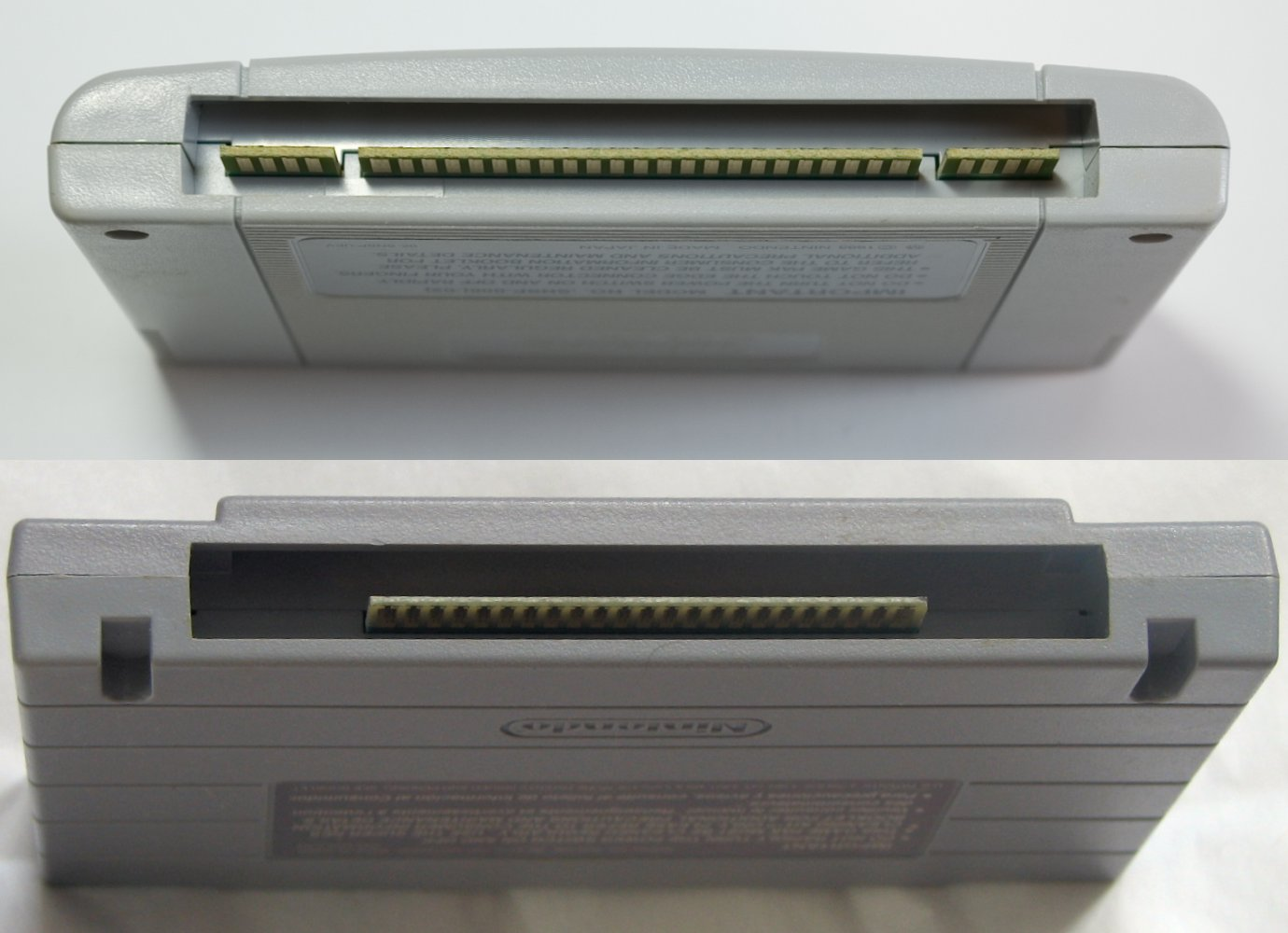
Diferentes formatos dos cartuchos europeu (acima) e americano (abaixo) do SNES.

Na indústria de jogos eletrônicos, a Nintendo foi a criadora do bloqueio regional. O bloqueio regional em jogos eletrônicos acontece quando uma peça de hardware é designada para apenas um tipo de software, ou seja, apenas de sua região. A maioria dos jogos eletrônicos lançados comercialmente possuem codificação regional.
As principais regiões são:
- Japão (NTSC-J)
- América do Norte (NTSC U/C)
- Europa e Oceania (PAL, PAL/E)
- China (NTSC-C)

Os primeiros jogos eletrônicos baseados em cartuchos, como o Speak & Spell não tinham bloqueio regional. Alguns consoles modernos que tem como alvo crianças, como a série de consoles V. Smile da V-Tech, são conhecidos por terem região livre.
A maioria dos sistemas portáteis da Nintendo não possuem bloqueio regional; por causa disso, jogos importados podem ser jogados nestes sistemas. Em outras palavras, um jogo Japonês poderia rodar uma unidade Americana, no entanto o idioma expresso no jogo não será a língua nativa do usuário e poderá conter diferenças entre o mesmo produto lançado em outros países. Muitas pessoas importam se o jogo não tiver sido lançado em sua região, e demore meses ou anos para ser lançado em sua região.
O sucessor imediato do Nintendo DS, o Nintendo DSi, possui bloqueio regional, mas apenas nos seus jogos baixáveis. Fisicamente os cartões de DS poderão ser jogados, não interessando sua região de origem (apenas o DSi e mesmo jogos melhorados do DSi possuem bloqueio regional).
O PlayStation Portable não possui bloqueio regional nos jogos UMD, exceto por um único título: BattleZone. No entanto, filmes UMD são bloqueados por região. Além disso, o firmware irá desabilitar recursos baseados na região. Por exemplo, um PSP de região asiática não irá exibir os "Extras" no XMB, apesar do firmware ter sido atualizado para a versão Americana de 6.20, impedindo que os proprietários de PSP de instalar os aplicativos Comic Book Viewer e TV Streaming. A Sony afirma que a função "Extra" irá permanecer desativada em PSPs asiáticos até que o recurso seja oficialmente lançado na região, e não deu motivos do porquê. No entanto, este nega aos proprietários de PSP asiáticos de usar os aplicativos mencionados acima, como os aplicativos são instalados através de um PC e os usuários da região não possuem bloqueio para baixar a aplicação, isto permite a instalação em um PSP não-asiático que foi importado para fora da região.
Dois dos consoles de jogos eletrônicos da sétima geração possuem bloqueio regional, então, alguns jogos importados de outros países não poderão ser jogados em versões estrangeiras destes consoles sem alguma forma de alteração que burle o bloqueio. No entanto, alguns jogos do Xbox 360 possuem região livre e podem ser jogados em uma unidade de qualquer região, no entanto depende do publicador do jogo se ele vai possuir região livre ou não. Como o CD-i e o Panasonic 3DO, o PlayStation 3 é um dos poucos consoles caseiros que é anunciado como região livre. Enquanto os jogos de PS3 são de região livre, há bloqueio para jogos compatíveis de PS2 e PS1, assim como filmes de DVD e disco Blu-ray. Além disso, alguns jogos separam os jogadores online por região, como o Metal Gear Solids 4 Online. Uma loja da PSN contém apenas conteúdo para seu próprio país, por exemplo a loja do Reino Unido não irá fornecer pacotes de mapas para um cópia Americana importada de Call of Duty 4. O PS3 atualmente suporta bloqueio regional de hardware para seus jogos também, baseado nas regiões do Blu-ray, o que atualmente não é usado e todas os bloqueios regionais e separações são sobre serviços online. O PS3 também restringe o acesso da PlayStation Network por região, como a loja on-line, novidades e lançamentos futuros.
Os jogos de computador são mais difíceis de se bloquear, porque ambos aplicativo e sistema operacional podem ser facilmente modificados. Assinaturas em jogos online muitas vezes tentam impor um bloqueio regional ao bloquear o endereço IP (que muitas vezes pode ser contornado através de um proxy aberto) ou por necessitar ao usuário entrar com um número ID nacional (que pode ser impossível de verificar). Alguns jogos podem usar outros tipos de bloqueios regionais, raramente, mas podem. Um dos exemplos disso é a versão de Windows do The Orange Box, que usa o serviço de entrega de conteúdo pela Steam para reforçar o bloqueio regional.